# Marjorie Jackson
Marjorie Jackson-Nelson (ur. 13 września 1931 w Coffs Harbour) – australijska lekkoatletka i polityk.

## Kariera sportowa
Startowała w biegach sprinterskich. Zdobyła cztery złote medale na igrzyskach Imperium Brytyjskiego w 1950 w Auckland:
- w biegu na 100 jardów, przed swymi koleżankami z reprezentacji Australii Shirley Strickland i Verną Johnston;
- w biegu na 220 jardów, przed Strickland i Daphne Robb ze Związku Południowej Afryki;
- sztafecie 110-220-110 jardów wraz ze Strickland i Johnston;
- sztafecie 220-110-220-110 jardów wraz z Ann Shanley, Strickland i Johnston.

Na igrzyskach olimpijskich w 1952 w Helsinkach Jackson zdobyła dwa złote medale:
- w biegu na 100 metrów, przed Daphne Hasenjäger ze Związku Południowej Afryki i Strickland;
- w biegu na 200 metrów, przed Puck Brouwer z Holandii i Nadieżdą Chnykiną ze Związku Radzieckiego.

W finale biegu sztafetowego 4 × 100 metrów sztafeta Australii prowadziła do ostatniej zmiany, lecz podczas przekazywania pałeczki pomiędzy Winsome Cripps a Jackson pałeczka upadła. Jackson ją podniosła, ale ukończyła bieg na 5. pozycji.
Jackson zdobyła kolejne trzy złote medale na igrzyskach Imperium Brytyjskiego i Wspólnoty Brytyjskiej w 1954 w Vancouver:
- w biegu na 100 jardów, przed Winsome Cripps i reprezentantką Rodezji Północnej Edną Maskell;
- w biegu na 220 jardów, przed Cripps i Shirley Hampton z Anglii;
- w sztafecie 4 × 110 jardów wraz z Gwen Wallace, Nancy Fogarty i Cripps.

Była wielokrotną rekordzistką świata
| Konkurencja             | Data i miejsce                  | Wynik       |
| ----------------------- | ------------------------------- | ----------- |
| bieg na 100 jardów      | 4 stycznia 1950(dts), Adelaide  | 10,8        |
| bieg na 100 jardów      | 4 lutego 1950(dts), Auckland    | 10,8        |
| bieg na 100 jardów      | 30 marca 1950(dts), Newcastle   | 10,7        |
| bieg na 100 jardów      | 8 marca 1952(dts), Sydney       | 10,4        |
| bieg na 100 metrów      | 22 lipca 1952(dts), Helsinki    | 11,5        |
| bieg na 100 metrów      | 4 października 1952(dts), Gifu  | 11,4        |
| bieg na 200 metrów      | 25 lipca 1952(dts), Helsinki    | 23,6 (wyr.) |
| bieg na 200 metrów      | 25 lipca 1952(dts), Helsinki    | 23,4        |
| bieg na 220 jardów      | 9 lutego 1950(dts), Auckland    | 24,3 (wyr.) |
| bieg na 220 jardów      | 5 sierpnia 1954(dts), Vancouver | 24,0        |
| sztafeta 4 × 100 metrów | 27 lipca 1952(dts), Helsinki    | 46,1        |
| sztafeta 4 × 110 jardw  | 7 lipca 1952(dts), Londyn       | 46,9 (wyr.) |
| sztafeta 4 × 110 jardw  | 4 sierpnia 1952(dts), Londyn    | 46,3        |

Była mistrzynią Australii w biegach na 100 jardów i na 220 jardów w 1949/1950, 1951/1952 i 1953/1954.

## Późniejsza działalność
W 1953 wyszła za Petera Nelsona, kolarza, olimpijczyka z 1952. Nelson zmarł w 1977 na białaczkę. Johnson-Nelson ufundowała po jego śmierci  Peter Nelson Leukaemia Research Fellowship, stypendium dla badaczy tej choroby. Organizowała również fundusze dla badań nad zwalczaniem białaczki.
W latach 2001–2007 była Gubernatorem Australii Południowej.